# Франсуа Жуффруа
Франсуа Жуффруа (фр. François Jouffroy; 1 лютого 1806, Діжон — 25 червня 1882, Лаваль) — французький скульптор.

## Біографія
Учень Раме та Паризького училища образотворчих мистецтв. Отримав від нього в 1826 другорядну, а в 1832-му — велику Римську премію (останню за статую «Капаней, скинутий зі стін Фів»). Відправившись після того в Рим як пенсіонер уряду, надіслав звідти в Паризький салон 1835 прекрасну фігуру: «Неаполітанський пастух на могилі».
У 1857 був обраний до членів Французького інституту, з 1863 до своєї смерті був професором скульптури у вищезгаданому училищі. З його творів також варті уваги: «Прокляття Каїна» (1838), статуетка Ламартіна, майстерно виконана «Молода дівчина, яка довіряє свою першу таємницю Венері» (1839, знаходиться в Луврі), «Розчарування» (1840), «Весна» та « Осінь» (1845), «Мріяння» (1848), кілька портретних бюстів та в частині декоративної скульптури; у Парижі — чарівна чаша для святої води в церкві Сен-Жермен-л'Осерруа, Христос та апостоли на фасаді церкви святого Августина, алегоричні постаті «Покарання та Захисту» у будівлі суду та «Лірічна поезія» у Новому оперному театрі.
Серед його відомих учнів Антонен Мерсьє.